# 12.7×108mm
12.7×108毫米是一種被苏联、前華約、現在的俄罗斯、中華人民共和國和其他國家所採用的重機槍和反器材步槍子彈。

## 發展
12.7×108毫米子彈本來是打算作為反坦克步槍子彈，但後來卻因為證明效果差，而因此在10年後被擁有幾乎1.5倍槍口能量的14.5×114毫米子彈取代其反坦克步槍子彈地位。但後來12.7×108毫米子彈又因為彈道性能相當好，而被用在重機槍攻擊軟目標上（特別是坦克和戰鬥機的機載機槍），近年，又因為長距離反器材步槍的興起，而被用在俄罗斯的反器材狙擊步槍上。

## 12.7×108毫米子彈線性數據
12.7×108毫米子弹的彈殼的容量為22.72毫升（350 格令）H2O。
這是12.7×108毫米的最大子弹尺寸。所有的尺寸是以毫米計算的。
美國人首先會量度其彈肩，而12.7×108毫米的彈肩角度為α／2≈18.16度。
根據圖紙上指引，12.7×108毫米彈殼可以承受高達360兆帕斯卡（52,213磅力每平方英寸）的氣體壓力。在參與CIP所制訂規章的每一個國家步槍子弹的組合，必須試驗在125％時的壓力，這是CIP制定最高壓力承受數據，而發出的證明書可以證明這種子彈可以出售給消費者。

## 概述
這在俄羅斯相當於北約的12.7×99毫米北約口徑（.50 BMG）子彈。兩者之間的差異分別是子彈的形狀，使用的火藥類型，而且12.7×108毫米的彈殼較.50 BMG的長了9毫米，理論上12.7×108毫米子彈的威力強大少許。美國的.50口徑子彈和俄羅斯12.7毫米子弹不能夠在任何武器上互換。俄羅斯的12.7毫米子彈比起美國白朗寧.50口徑子彈多裝填了大約20％以上的火藥，也有著與美國白朗寧彈類似的彈道下降範圍。在戰場上，12.7×108毫米子彈可以用來對付多種不同的目標，並可破壞沒有裝甲的載具、貫穿輕裝甲類載具、損壞諸如坦克這些重裝甲類載具的外部輔助設備，甚至用作高射機槍槍彈。穿甲型（英語：Armour Piercing，簡稱：AP）.50口徑子彈能夠一擊貫穿大約25毫米（0.98英吋）的装甲。一般的全金屬包覆型（英語：Full Metal Jacket，簡稱：FMJ）.50口徑子彈只能夠對坦克的裝甲造成小型凹痕，但無法造成更大的破壞。
在芬蘭國防軍之中服役並且發射12.7×108毫米子彈的NSV重機槍被用作所有分支部隊主要的防空機槍。

## 可通用性宣稱的錯誤
人們經常聲稱，美國的12.7×99毫米北約口徑（.50 BMG）子彈可以在蘇聯或俄羅斯的12.7×108毫米機槍上發射。有時12.7×108毫米子彈甚至被稱為“.51口徑”。這些聲稱往往是因為在越戰期間，美國情報部門出版的刊物之中，將12.7×108毫米被列為“.511口徑”，因而出現了可通用性的設想。
事實上，就算兩種子彈都是0.511 口徑，但這兩種子弹之間並沒有任何的方式可以達到可通用性。兩種都是0.51口徑的子弹，但子弹射擊後的彈殼形狀、來自槍管的壓力以及發射的裝藥將其真正的“擠壓”到.50口徑，並且對準了槍管膛線。彈殼的尺寸和形狀，亦防止了這種子彈裝在對方武器（即使用12.7×99毫米北約口徑子彈的枪械）的膛室。

## 其他的使用國
- 中华人民共和国：命名為54式12.7毫米重机枪弹。

## 使用槍械

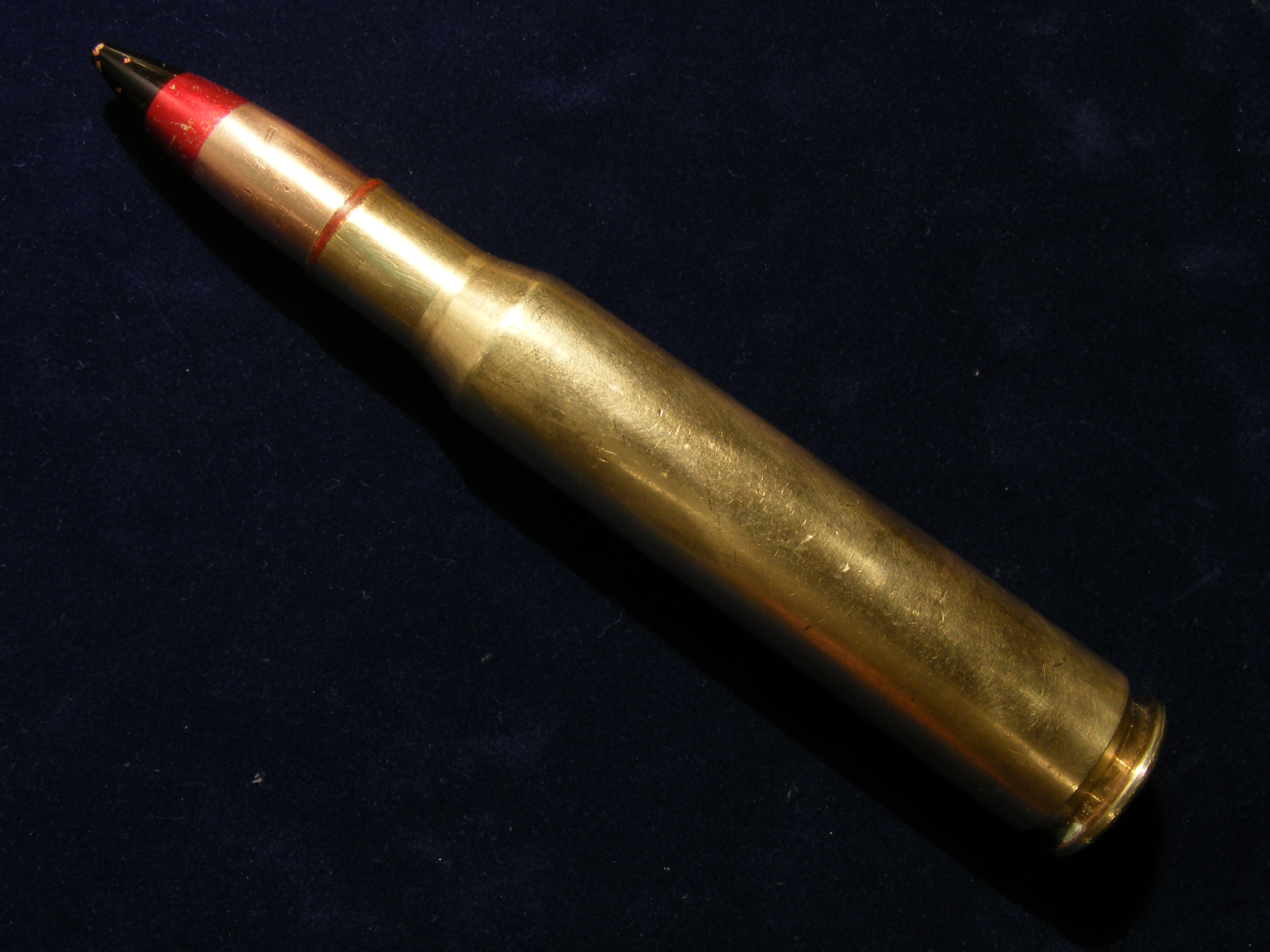
一發12.7×108毫米子彈。

### 重機槍
- 77式重机枪
- 85式重机枪
- 88式车载高射机枪（QJC-88）
- 89式重機槍（QJZ-89）
- 99式航空機槍（QJK-99）
- 171式重機槍（QJZ-171）
- 別列津UB航空機槍
- CS/LM5型转管机枪
- DShK、DShKM、54式重機槍
- HMG PK-16（英语：HMG PK-16）
- Kord重機槍
- KT重机枪
- M17G 12.7毫米艙門機槍
- Moharram (Gatling gun)（英语：Moharram (Gatling gun)）
- NSV、NSVT重機槍
- 施瓦克重機槍（俄语：ШВАК (пулемёт)）
- Vz.53 anti-aircraft gun（英语：Vz.53 anti-aircraft gun）
- W-85式重机枪
- Yak-B 12.7毫米加特林重機槍
- 扎斯塔瓦M87重機槍
- 扎斯塔瓦M02重機槍

### 狙擊步槍／反器材步槍
- 6P62反器材戰鬥步槍
- AMR-2反器材狙擊步槍
- ČZW-127反器材狙擊步槍（德语：ČZW-127）
- OP 99獵鷹反器材狙擊步槍
- Gepard反器材狙擊步槍
- Istiglal反器材狙擊步槍
- KSVK反器材狙擊步槍
- LR2型反器材狙击步枪
- PDShP反器材狙擊步槍（英语：PDShP）
- Snipex M反器材狙擊步槍（英语：Snipex M）
- V-94／OSV-96反器材狙擊步槍
- QBU-99式反器材狙击步枪
- QBU-10式反器材狙击步枪
- QBU-201式反器材狙击步枪
- SVN-98實驗型反器材狙擊步槍
- 毀滅者反器材狙擊步槍（英语：Vidhwansak）
- 扎斯塔瓦M93「黑箭」反器材狙擊步槍
- 扎斯塔瓦M12「黑矛」反器材狙擊步槍

## 同義字
- M30/38
- 12.7×107毫米（量度误差）
- .50俄羅斯
- 54式12.7毫米重机枪弹（中国制造的12.7×108毫米子弹）

## 資料來源

## 外部連結
- （英文）—Russian Ammunition Page（页面存档备份，存于）
- （俄文）—Боеприпасы（页面存档备份，存于）